# Clint Eastwood (album)
Clint Eastwood je treći album sastava The Upsetters. Izdan je 1970. pod etiketom Pama Records, a producirao ga je Lee Scratch Perry. Žanrovski pripada ranom reggaeu.
Na albumu se pojavljuju i drugi glazbenici: Dave Barker, U Roy, Count Sticky, The Reggae Boys i The Bleechers.

## Popis pjesama

### Strana A
1. Return Of The Ugly - The Upsetters
2. For A Few Dollars More - The Upsetters
3. Prisoner Of Love - Dave Barker
4. Dry Acid - Count Sticky
5. Rightful Ruler - U Roy
6. Clint Eastwood - The Upsetters

### Strana B
1. Taste Of Killing - The Upsetters
2. Selassie - The Reggae Boys
3. What Is This (AKA) Ba Ba - The Reggae Boys
4. Ain't No Love - The Bleechers
5. My Mob - The Upsetters
6. I've Caught You - Count Sticky